# Eriococcus bambusae
Eriococcus bambusae är en insektsart som beskrevs av Green 1922. Eriococcus bambusae ingår i släktet Eriococcus och familjen filtsköldlöss.
Artens utbredningsområde är Sri Lanka. Inga underarter finns listade i Catalogue of Life.